# Historiografía de los genocidios indígenas
La historiografía de los genocidios indígenas es el estudio de cómo la historia de los genocidios indígenas ha sido documentada, registrada, narrada, resumida y, a veces, incluso silenciada por historiadores, académicos y sociedades a lo largo de la era colonial hasta la actualidad. Este campo ha evolucionado significativamente con el tiempo, a medida que han cambiado las perspectivas sobre el colonialismo, las definiciones de genocidio y la producción de historias indígenas.

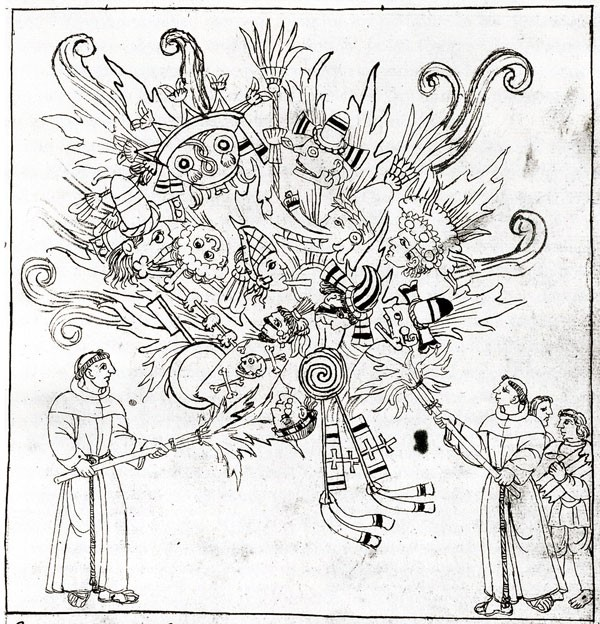
Destrucción de los Códices mexicanos.

## Historiografía
El historiador Samuel Totten y el profesor Robert K. Hitchcock afirmaron en su trabajo sobre historiografía del genocidio que el genocidio de los pueblos indígenas se convirtió en un tema público para muchos historiadores hasta después de la última parte del siglo XX.
El historiador Ned Blackhawk dijo que las historiografías nacionalistas han sido formas de negación que borran la historia de destrucción de la expansión colonial europea. Blackhawk dijo que ha surgido un consenso del genocidio contra algunos pueblos indígenas en América del Norte después de la colonización.
El historiador Jeffrey Ostler dice que en la historiografía del pasado, los acontecimientos clave de las masacres genocidas en el contexto de las misiones del ejército estadounidense para dominar las naciones Indígenas del oeste americano se narraban como batallas. El concepto de genocidio ha tenido un impacto modesto en la escritura de la historia de los Indígenas norteamericanos. 
Benjamin Madley destacó que la Convención sobre Genocidio designa el genocidio como un crimen, ya sea que se cometa en tiempos de paz o de guerra. Ha argumentado que la violenta resistencia indígena a las campañas genocidas ha sido descrita como guerra o batallas, en lugar de masacres genocidas. Él define las masacres genocidas como:

...Las masacres son el asesinato intencional de cinco o más combatientes desarmados o de no combatientes en gran medida desarmados, incluidos mujeres, niños y prisioneros, ya sea en el contexto de una batalla o de otro modo. Las masacres, cuando forman parte de un patrón dirigido a un nacional, grupo étnico, racial o religioso, son frecuentemente genocidas.

Benjamin Madley realizó un estudio de caso de la Guerra Modoc, comparando detalles del número de muertos en ambos bandos del conflicto, para respaldar este punto. Dijo que en todo el mundo, los grupos que son objeto de aniquilación resisten, a menudo violentamente.Se calcula que el castigo por la muerte de un hombre blanco supuso la pérdida de la vida de cien indios de California por cada incidente.
Madley también estudió dos casos de genocidio (Pequot y Yuki) analizando cuatro elementos: declaraciones de intención genocida, presencia de masacres, recompensas por partes del cuerpo patrocinadas por el estado (recompensas pagadas oficialmente por cadáveres, cabezas y cueros cabelludos) y muertes masivas bajo custodia del gobierno. Sugiere que el desglose detallado de los estudios sobre genocidio por nación individual es una nueva dirección en los estudios sobre genocidio: «...ofrece una herramienta poderosa para comprender el genocidio y combatir su negación en todo el mundo».

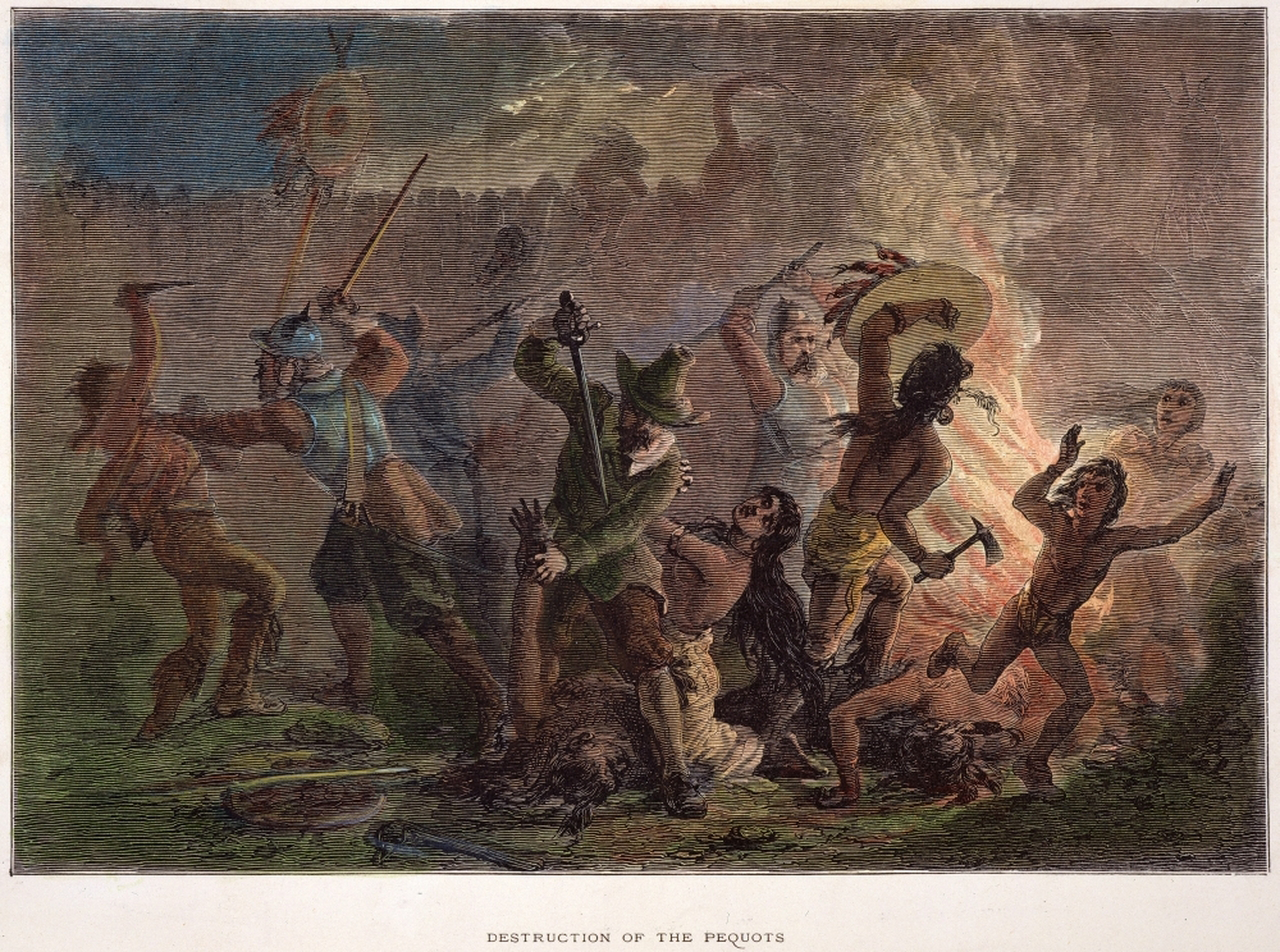
Guerra de Pequot. 1637.

La Asociación Histórica Canadiense ha sostenido que la profesión histórica canadiense fue cómplice de la negación y también dijo en una declaración: «Los gobiernos colonistas, ya sean coloniales, imperiales, federales o provinciales, han trabajado, y posiblemente todavía trabajan, para lograr la eliminación de los pueblos indígenas como cultura y grupo físico diferenciados». Algunos historiadores no estuvieron de acuerdo y publicaron una carta en contra de la afirmación de un amplio consenso en la visión de este aspecto de la historia canadiense.   Los profesores Sean Carleton y Andrew Woolford dicen que existe un consenso académico sobre el genocidio en Canadá: «Al final, en los últimos años ha surgido un amplio consenso académico que coincide en la aplicabilidad del genocidio en el contexto canadiense».

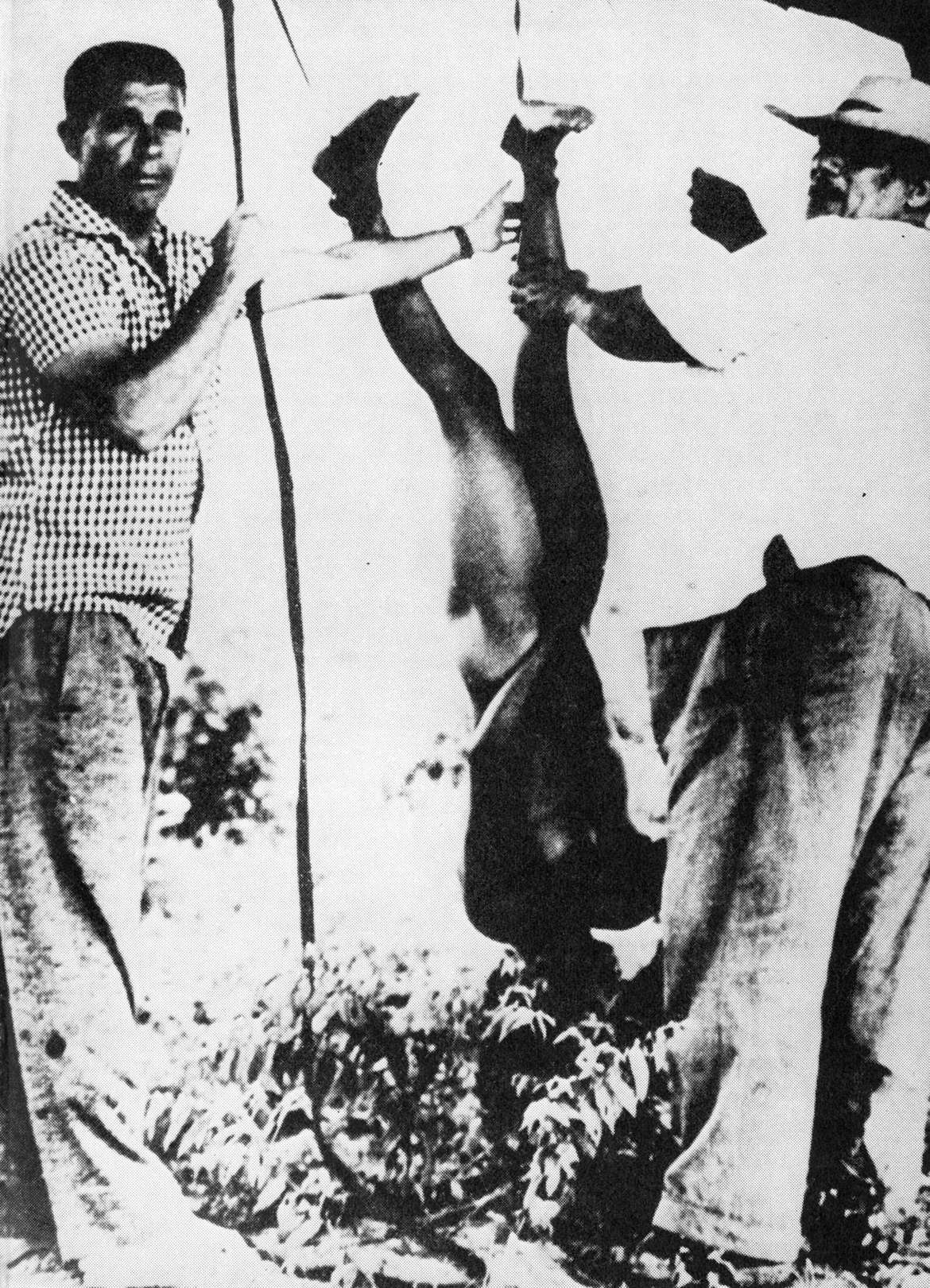
Las atrocidades cometidas contra la tribu Cintas Larga en Brasil quedaron expuestas en el informe Figueiredo de 1967.

David Moshman, profesor de la Universidad de Nebraska-Lincoln, señaló la ignorancia del hecho de que las naciones Indígenas no son una entidad monolítica y muchas han desaparecido: «Las naciones de las Américas permanecen prácticamente ajenas a su surgimiento de una serie de genocidios contra cientos de culturas indígenas y lograron eliminarlas».

## Véase también

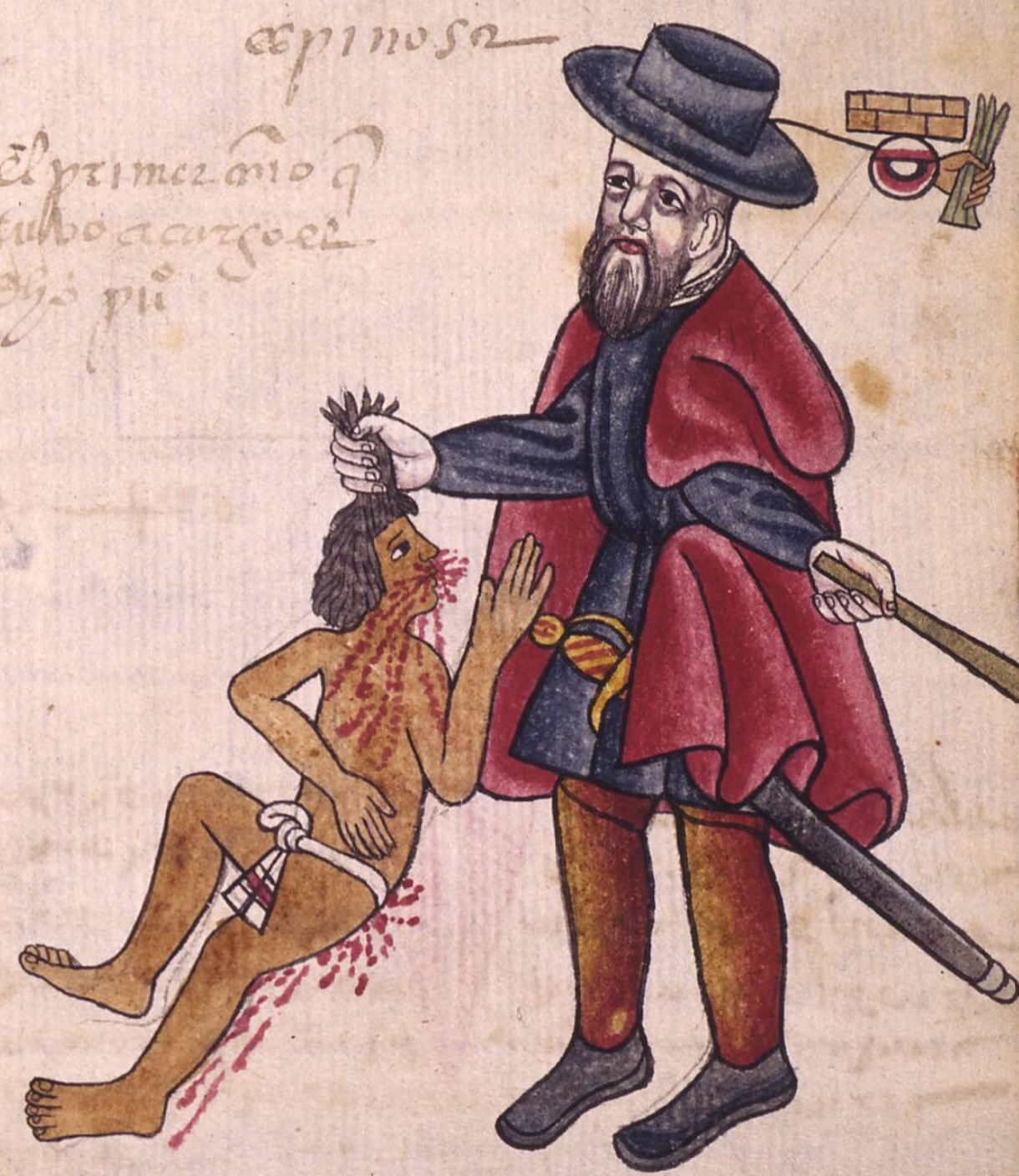
Encomendero e Indígena de acuerdo al Códice Tepetlaoztoc